# Monument Indochine de Dinan
Le « Monument Indochine » de Dinan commémore « les soldats des campagnes d’Indochine morts pour la France ».

## Description
La ville de Dinan (Côtes-d'Armor) a été choisie pour ses liens avec l’Extrême-Orient à travers l’explorateur et diplomate dinannais Auguste Pavie (1847-1925). L’édifice, en forme de pagodon, a été inauguré par Jean-Pierre Masseret, alors secrétaire d’État aux Anciens Combattants, le 7 mai 2000, jour anniversaire de la chute de Ðiện Biên Phủ. Ce mémorial est, avec son homologue de Fréjus, le plus important de ce type en France.
Le monument commémore les combats, la captivité et la libération des combattants français de Ðiện Biên Phủ selon les Accords de Genève en 1954,. L’édifice s’inspire de l’architecture du Viêt Nam, où les pièces ont été réalisées dans une démarche de commémoration-réconciliation sous la double supervision du Musée d'ethnographie du Viêt Nam et du « Souvenir français ». Sur un socle en granit de Lanhélin, près de Dinan, il est constitué d’une stèle et d’un brûle-parfum, en marbre de Thanh Hóa, protégés par un pagodon de bois précieux aux angles recourbés et couverts de tuiles, construit dans la province de Bắc Ninh, près de Hanoï. L’ensemble pèse 19 tonnes. Dans le socle se trouve un reliquaire contenant de la terre d’Indochine, de Ðiện Biên Phủ (P.C. « Gono », postes « Éliane 2, Éliane 4 »), de Cho Chu (siège du Camp-Tribunal militaire central Viêt-Minh) et de Sam Son (port du golfe du Tonkin où furent libérés certains prisonniers français après les accords de Genève, en 1954).

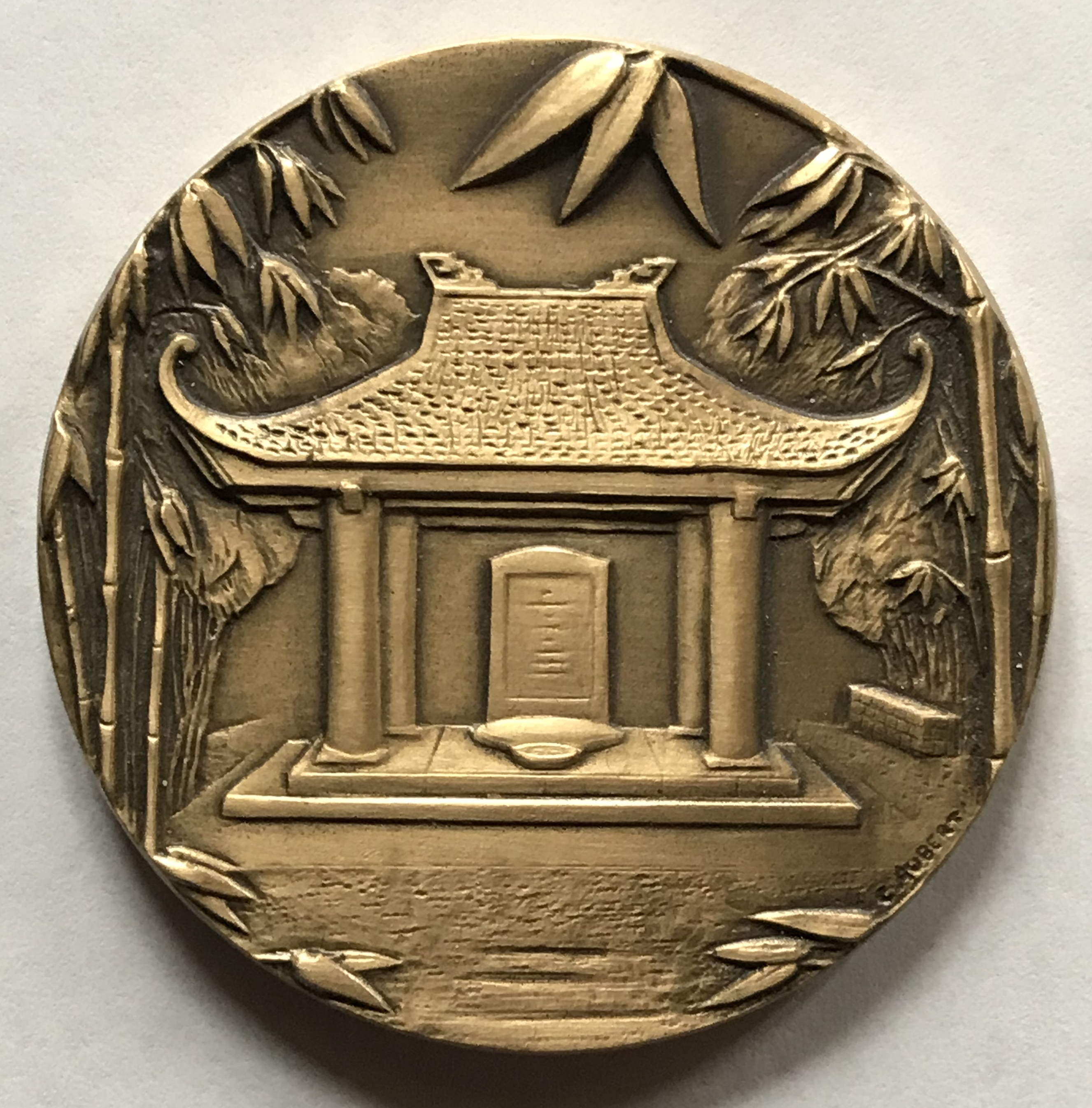
Médaille commémorative du Monument de l’Indochine de Dinan.

## Historique
Embarqués en mars 2000 à Haïphong à destination du Havre, les éléments du monument sont arrivés à Dinan le 4 avril de cette même année. Depuis, une commémoration annuelle y est organisée. Jusqu’en 2005, elle avait lieu le 7 mai. Depuis 2006, en application du décret n°2005-547 du 26 mai, elle a lieu le 8 juin, journée nationale d’hommage aux morts pour la France en Indochine, depuis le transfert à la nécropole nationale de Notre-Dame de Lorette (Pas-de-Calais) de la dépouille du soldat inconnu d’Indochine, le 8 juin 1980. En octobre 2011, l’ancien militaire Robert Jambon alors âgé de 86 ans s’est tiré une balle dans la tête face à ce monument pour attirer l’attention sur la détresse des Hmong de l’actuel Laos ayant combattu pour la France : sa lettre de suicide, publiée par le journal Ouest-France, suscita de l’émotion sur le moment, mais le gouvernement français ne peut que pratiquer la non-ingérence dans les affaires intérieures laotiennes.